# Morgás-hágó
A Morgás-hágó (sedlo pod Svištovkou) (2023 m) egy széles, füves nyereg a Wéber-csúcs és a Nagy-Morgás között. Természetes átkelési pont a Hunfalvi-gödör (D) és a Zöld-tavi-völgy (É) között. Amióta a Kőpataki-tótól a Nagy-Morgáson át a Zöld-tó katlanába átvezető, piros jelzésű Felső-turistaút (Magistrála) ösvény megépült, ami közvetlenül Ny-ra a Nagy-Morgás tetejétől kel át a gerincen, nyáron ez szolgál átjáróul. (Télen nem járható, nagyon lavinaveszélyes! november 1-jétől június 12-ig lezárva)
- (A) A Hunfalvi-gödörből (D-ről)

A Hunfalvi-gödör magasan fekvő törmelékkatlana elérhető: 
- - 1./ A Kőpataki-tótól a Nagy-Morgásra vezető piros jelzésű ösvényt addig követjük, míg bevisz a gödörbe (45 p). Itt balra elhagyjuk, és a gödör füves, törmelékes aljában, végül szelíd lejtőn északi irányban úttalanul fel a Morgás-hágóra (15 p).
  - 2./ Tátralomnicról, Matlárházáról, a Fehér-víz-völgyből a Kis-Morgás-nyeregre: (A) és (B) Innen azt az ösvényt követjük, amelyik a nyeregből a Nagy-Morgáshoz emelkedő délkeleti gerinc széles hátán visz felfelé. Magasan fent az ösvény a gerincről balra letér és a bal oldali lejtőt rézsút keresztezi, majd – a Hunfalvi-gödör küszöbénél – beletorkollik a Kőpataki-tótól jövő 1./ útba. (A Kis-Morgás-nyeregből 1 ó.) Innen tovább, mint (B)  alatt.
- (B) A Zöld-tótól (É-ról)

A Morgás-hágó az É. oldalon több mint 400 m magas, meredek lejtővel ereszkedik a Zöld-tavi-völgybe. E lejtőn, a hágóból kiinduló tágas, sekély, legalul meredeken letörő, szakadékszerű teknő húzódik le. Mellette egy kétoldalt meredek sziklák által közrefogott, vad, keskeny szakadék a völgyig ér le. Az egymástól teljesen elütő jellegű két szakadékot széles, meredek hát választja el egymástól. A legcélszerűbb a Zöld-tótól a piros jelzés, Felső-turistaút (Magistrála). A Zöld-tó kifolyásától déli irányban emelkedő ösvény 10 p alatt felvisz a Késmárki-taraj északi falának tövében fekvő kis Fekete-tóhoz (1580 m). A tó déli partján végig és a Morgás-hágóról aláhúzódó lejtő alatt keleti irányban egy keskeny, vad sziklaszakadék alá. Az ösvény itt betér a szakadékba, amelynek bal oldalán egy darabig meredeken felfelé visz, de csakhamar jobbra keresztezve a szakadék vízfolyásos medrét, jobbra kivezet belőle a széles, meredek hátra, amelyen nagy kanyarokkal kapaszkodik fel. Magasan fent, a jobbra kiugró utolsó útkönyök után az ösvény balra visz, és hosszú oldalmenettel a Nagy-Morgás alá, majd néhány rövid szerpentinnel a délnyugati gerincére vezet (1 ó 45 p). Innen kitaposott csapáson 4 p alatt a hegy tetejére érünk, az ösvényt a hágó két szakadéka közötti háton felfelé kígyózó szerpentinjének legfelső, jobbra kiugró útkönyökéig követni (1 ó 30 p). Itt jobbra elhagyjuk az ösvényt, és a hágóról lehúzódó teknőben füvön és törmeléken fel a  hágóra (10 p).